# Gullringen
Gullringen – miejscowość (tätort) w Szwecji, w regionie administracyjnym (län) Kalmar, w gminie Vimmerby.
Według danych Szwedzkiego Urzędu Statystycznego liczba ludności wyniosła: 503 (31 grudnia 2015), 515 (31 grudnia 2018) i 528 (31 grudnia 2019).